# Соянган
Соянга́н (кор. 소양강, 昭陽江, Soyang-gang, река Соя́н) — река в Южной Корее. Исток берёт в уезде Инчже провинции Канвондо. Длина реки — 166,2 км. Площадь водосборного бассейна — 2886,6 км². Впадает в реку Пукханган как правый её приток.
На реке находится плотина Соян (소양댐), построенная в 1973 году. Высота дамбы 123 метра, длина 530 метров, водоизмещение 2 млрд. 900 млн тонн, вырабатываемая мощность составляет 200 тысяч Кв•ч. В 2015 году из-за продолжительной засухи уровень воды в водохранилище упал до рекордной отметки 152 метра 53 см, впервые с 1973 года.
Выше плотины образовалось водохранилище Соян (Соянхо, 소양호), которое южнокорейцы в шутку называют своим «континентальным морем». Там обитает около 50 видов таких пресноводных рыб, как карпы, форели, корюшки. По озеру ходят корабли между Чхунчхоном, Янгу и Инчже.

## В культуре
Статуя высотой 7 метров «Девушка с реки Соян» установлена в городе Чхунчхон в 2005 году. Она символизирует реку и народную корейскую песню «Девушка с реки Соян».